# Eduardo Pacheco Chaves
Eduardo Pacheco Chaves (São Paulo, 18 de julio de 1887 - São Paulo, 21 de junio de 1975) fue un aviador brasileño, pionero en las conexiones aéreas entre São Paulo y Santos, São Paulo y Río de Janeiro y también entre Río y Buenos Aires.
Su pasión por la aviación comenzó en Inglaterra, donde estudiaba, cuando conoció a Santos Dumont. En julio de 1914, Edu Chaves entró a la historia al realizar, sin escalas, el primer vuelo de São Paulo a Río de Janeiro. El vuelo duró 6 horas y lo realizó en un planeador con motor de 80 caballos y una velocidad máxima de 80 km/h.